# Clyde Vernon Cessna
Clyde Vernon Cessna (født 5. december 1879, død 20. november 1954) var en amerikansk flydesigner, pilot og stifter af Cessna Aircraft Corporation. Han betragtes som en af de store pionerer indenfor luftfarten.

## Historie
Cessna var landmand og flyentusiast ved byen Rago i Kansas og byggede i 1911 sit første fly af træ og stof. Det blev den første flyvemaskine der fløj mellem Mississippifloden og Rocky Mountains.
I 1924 grundlagde han sammen med Lloyd Stearman og Walter Beech flyfabrikken Travel Air Manufacturing Company hvor de begyndte at producere dobbeltvingede motorfly (Biplan). Efter 2 år blev trioen uenige om designet på flyene, og Clyde Cessna valgt at træde ud af firmaet i 1926.

### Cessna Aircraft Company
Året efter den 26. august lettede han for første gang med et nybygget monoplan fly og 7. september 1927 stiftede han Cessna Aircraft Company. Her skulle produktionen udelukkende baseres på de nye enkelt vinger, som monoplan flyene har. Der blev solgt masser af de nye Cessna fly indtil 1931 hvor Depressionen og den økonomiske nedtur ødelagde salget. Flyfabrikken måtte lukke produktionen og Clyde Cessna måtte forlade virksomheden. I årene under Depressionen kæmpede Clyde Cessna for at komme tilbage til firmaet, og sammen med hans nevøer Dwane og Dwight Wallace lykkedes det 17. januar 1934 at overtage den fulde kontrol over flyfabrikken og genstarte produktionen.
I 1936 valgte Cessna at trække sig tilbage fra flyproduktionen og han solgte sine aktier i Cessna Aircraft Company til sine nevøer. Han flyttede tilbage til Rago i Kansas hvor han genoptog karrieren som landmand. I årene efter hjalp han firmaet på flere forskellige måder og løste små opgaver. Han døde i 1954 i en alder af 74 år.